# Пий VIII
Пий VIII (лат. Pius PP. VIII, итал. Pio VIII, в миру Франческо Саверио, граф Кастильони; 20 ноября 1761, Чинголи, Папская область — 30 ноября 1830, Рим, Папская область) — папа римский с 31 марта 1829 года по 30 ноября 1830 года.

## Ранние годы
Франческо Саверио Кастильони родился 20 ноября 1761 года в Чинголи, Марке, и был третьим из восьми детей графа Оттавио Кастильони и его жены Сансии Гислиери. Он получил теологическое и юридическое образование. В 1800 году Пий VII назначил его епископом в Монтальто-Уффуго. После того как Кастильони отказался присягать на верность Наполеону, он был арестован и доставлен в Мантую, но в 1816 году, после поражения Франции, освобождён и назначен кардиналом-священником Санта-Мария-ин-Траспонтина и епископом Чезены, в 1821 году — кардиналом-епископом Фраскати.

Как кардинал Кастильоне продолжал жить скромно, не нажил врагов, его собственная личная жизнь всегда была безупречна… Он страдал от гнойных язв на шее и теле и впоследствии как папа был слишком болен и слаб, чтобы делать больше, чем только подписывать документы, предоставляемые ему кардиналом Джузеппе Альбани, который управлял Папской областью, как будто сам носил тиару.— Пири Валери. Тройная корона: счёт Папских Конклавов

## Избрание
После смерти папы Льва XII в 1829 году Кастильони стал одним из кандидатов в его преемники, хотя было известно о его слабом здоровье. Ещё на предыдущем конклаве он был одним из кандидатов, и Лев XII даже сказал, что Кастильони «в один прекрасный день станет Пием VIII». В итоге он был избран преемником Льва и взял именно это имя.

## Папство

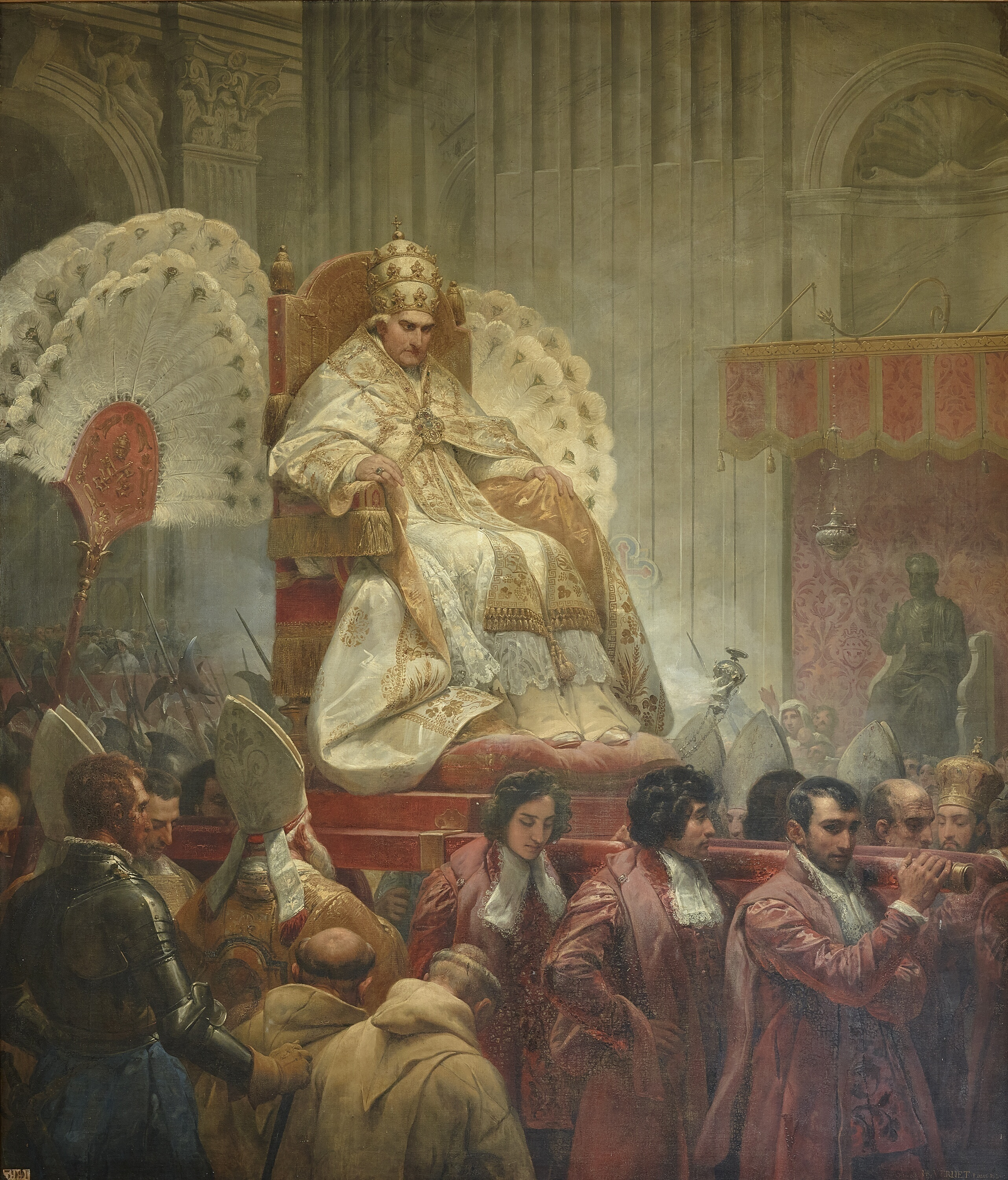
Фрэнк Бернард Дикси — Пий VIII в соборе Святого Петра на Sedia Gestatoria (1829)

Пий продолжал курс, начатый его предшественником, папой Львом XII. 24 мая 1829 года он издал энциклику Traditi Humilitati Nostrae, в которой подтвердил верховенство папского учения и осудил тайные организации итальянских революционеров, называемые союзами карбонариев.
Его краткий понтификат пришелся на Июльскую революцию во Франции (1830). Пий VIII признал Луи-Филиппа I (1830—1848) королём и даже позволил ему использовать традиционный титул «Христианнейший король».
Пий VIII признал практику смешанных браков между протестантами и католиками в Германии, но выступил против этого явления в Ирландии и Польше.

### Переводы Библии
Что касается переводов Библии, Пий написал в своей энциклике:
Мы также должны быть осторожны с теми, кто публикует Библию с новыми интерпретациями, противоречащими законам Церкви. Они умело искажают смысл их собственной интерпретации. Они печатают Библию на родном языке и, несмотря на свои невероятное расходы, предлагают её бесплатно даже необразованным.
25 марта 1830 года в булле «Litteris Altero» папа осудил масонские тайные общества и модернистские библейские переводы.

## Смерть

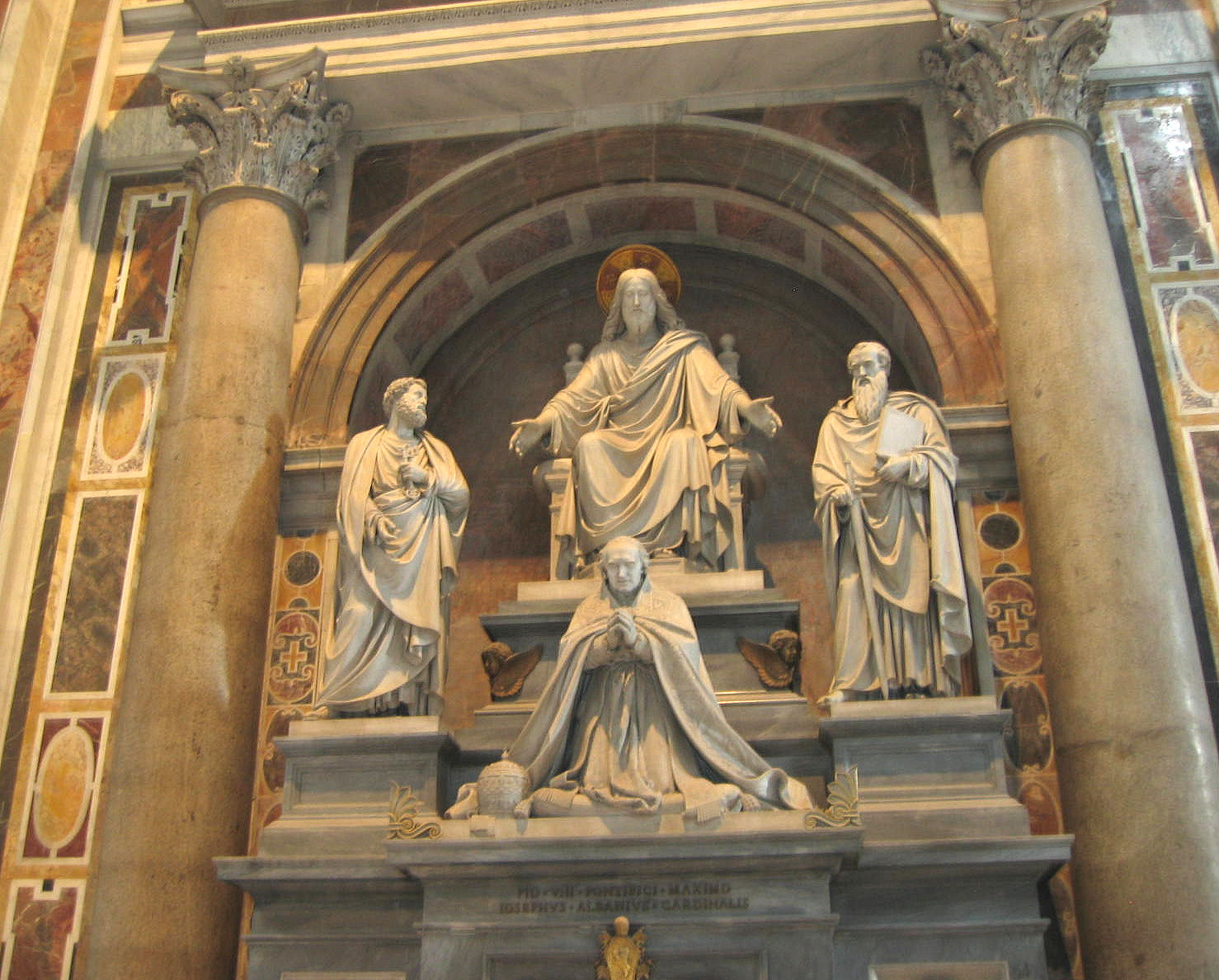
Гробница Пия VIII

Пий VIII умер 30 ноября 1830 в возрасте 69 лет в Квиринальском дворце в Риме. Дон Агостино Киджи, современник покойного папы и член его свиты, записал в своем дневнике (2 декабря 1830):
Nella sezione del cadavere del Pontefice che seguì ieri sera per quanto si dice, furono trovate le viscere sanissime e solo si è rinvenuta qualche debolezza nel polmone, altri dicono qualche sfiancamento nel cuore; resterebbe perciò a sapersi di qual male sia morto.
(Перевод: «Во время вскрытия тела папы, которое состоялось вчера вечером, как говорят, внутренние органы были найдены здоровыми, за исключением некоторых дефектов легких или, согласно другим мнениям, сердца; поэтому невозможно узнать причину смерти»)
Эти слова были интерпретированы некоторыми сторонниками теории заговора как доказательство того, что папу отравили.